# Арктогея
Арктоге́я (досл. північний материк) — це:
1. Одна з назв Північного материка, що охоплював у тріасі значну частину Північної півкулі, включаючи Північну Америку, Гренландію, Європу і Азію.
2. Біогеографічний підрозділ, який охоплює майже всю Північну півкулю (без південних зон) і рівнозначний Голарктиці[1].